# Ischiopsopha erratica
Ischiopsopha erratica är en skalbaggsart som beskrevs av Jan Krikken 1983. Ischiopsopha erratica ingår i släktet Ischiopsopha och familjen Cetoniidae. Inga underarter finns listade i Catalogue of Life.